# Haraldsdóttir
Haraldsdóttir ist ein isländischer Name.

## Herkunft und Bedeutung
Der Name ist ein Patronym und bedeutet Tochter des Harald. Die männliche Entsprechung ist Haraldsson (Sohn des Harald).

## Namensträger
- Birna Berg Haraldsdóttir (* 1993), isländische Handballspielerin
- Bryndís Haraldsdóttir (* 1976), isländische Politikerin
- Dröfn Haraldsdóttir (* 1991), isländische Handballspielerin
- Erla Dögg Haraldsdóttir (* 1988), isländische Schwimmerin
- Freyja Haraldsdóttir (* 1986), isländische Politikerin
- Ingibjörg Haraldsdóttir (1942–2016), isländische Schriftstellerin